# 冒険ファミリー ここは惑星0番地
『冒険ファミリー ここは惑星0番地』（ぼうけんファミリー ここはわくせいゼロばんち）は、テレビ朝日の火曜日19:00-19:30枠において、1977年9月6日から1978年1月24日まで全20話が放送された特撮テレビ番組。

## 概要
東映テレビ事業部が企画し、委託を受けた東映テレビプロダクションが制作。広告代理店は東映エージエンシーが担当した。
前番組『氷河戦士ガイスラッガー』が視聴率不振で20話で打ち切りになったため、急遽制作された。
制作の背景にはアメリカの映画『アドベンチャー・ファミリー』のヒットがあり、設定などには『宇宙家族ロビンソン』からの影響も見られる。第1話放送当日の番組紹介では「地球とそっくりの惑星に漂着した11人が、地球では考えられない出来事に脅かされながらも、明るくたくましく生きる姿をユーモラスに描く子供向け冒険物語」と記載されている。
未知の惑星でのサバイバルを中心としており、屋外でのロケーションを主として撮影された。
裏番組にフジテレビの『サザエさん』の再放送『まんが名作劇場 サザエさん』やTBSの『飛べ!孫悟空』が存在したため視聴率は苦戦した。

## ストーリー
地球を観察研究するレバン星人は、地球人家族のサンプルをレバン本星に連れてゆく計画を実行に移した。ごく普通の家族たち、島崎家、山田家、大井田兄妹はある日突然、レバン星のロボット・ダブロンによって「採集」されてしまう。しかしレバン星に帰還する途中、彼らの乗った宇宙船ニホン号は事故に遭い二つの太陽を持つ無人の惑星に不時着、脱出不能になってしまった。三家族11人はこの未知の星を「惑星0番地」と名づけ、サバイバル生活をはじめることとなった。11人は一致団結、時に対立しながらも知恵と勇気を頼りに、次々と襲いかかる危機を乗り越えていく。

## 登場人物

### 島崎家
一家そろってしっかり者で、優等生的な性格。　
敬太郎（演：原口剛）
島崎家の父。職業は国際線のパイロット。帰国直後、迎えにきた家族もろともニホン号に連れ去られた。隕石群の衝突により損傷したニホン号を操縦、未知の惑星に居住部分を不時着させる。サバイバル生活では三家族のリーダー的役目を担っていく。
節子（演：小沢弘子）
島崎家の母。ニホン号では料理係。やさしい性格で、山田家の子供たちやまさみにも分け隔てなく接する。
礼子（演：伊豆田依子）
長女（第一子）。父親譲りの冷静な性格と、母親譲りのやさしさをもつ。
孝一郎（演：薄田拓己）
長男（第二子）。知恵と勇気に富み、サバイバル生活を乗り越えていくが、時折三平と一緒に無茶をする。
淳子（演：石川貴子）
島崎家の末っ子。なぜか自分のことを「あちし」と言う。ダブロンとは特に仲がよい。
家族の愛情が自分だけに向けられて欲しいという願望が普通にあるため、母・節子を奪われように感じた時、嫉妬が偽りの発熱を生じさせたこともある。

### 山田家
やや大雑把で、兄弟はトラブルメーカー気味。
大造（演：潮建志）
山田家の父。工務店の社長である。叩き上げの職人で元は大工であることから、サバイバルに必要な道具を数多く自作した。また社員の給料支払いを心配するあまり、夢に見たりしていた。
春子（演：西川ひかる)
山田家の母。家事全般を担当。節子と比べるとややひがみっぽく親ばかであり、三平とふとしを庇う言動が多い。
三平（演：長谷川誉)
長男。性格的に威張り屋で孝一郎と張り合い、実際よく喧嘩もするが、いざという時は大人たちと比べ物にならないほどの友情を発揮する。
ふとし（演：池田誠二)
次男。時々、三平の言葉をオウム返しに話す。兄同様、食い意地が張っておりわがままな性格だったが、少しずつ成長してゆく。

### 大井田家
五郎とまさみは山田家の下宿人である。まさみの両親は健在である模様。
五郎（演：今村広則)
普段は頼りない青年だが医者のタマゴであり、その診断と処置は正確。子供たちの家庭教師も務める。
まさみ（演：伊藤つかさ）
五郎の姪。子供たちの中では唯一親と離ればなれになってしまった境遇であり、孤独感をつのらせることもある。

### レバン星人
地球よりはるかに進んだ科学力をもつ。サンプル採取として地球人を誘拐同然に連れ去るが、純粋に調査目的であり、危害を加えたり過度に干渉したりする意図はない。調査終了後、地球人はすべて帰された。また、レバン人が直接作中に登場することはなかった。
ダブロン（声：加藤修）
レバン製のロボット。ニホン号で地球人（日本人）を案内することを任務とする。当初は「宇宙人の使者」として高圧的な態度だったが、じつは気弱な性格。物語中、ファミリーと絆を強めていき、最終的に命をかけて互いを救おうとするまでになる。
ビブロン（声：太田淑子）
ダブロンと同型ロボットで友人。外見上の違いとして頭部のアンテナにリボンを結んでいる。アメリカ号担当で、行方不明になったニホン号をさがしている。

### その他
- 動物

地球生物のサンプルとしてニホン号に連れてこられた。二匹の犬がチコとペケ。三羽の鶏がガンコ、トト、クク。
- 宇宙人（演：橋本春彦、中村裕）

第18話にて0番地にやってきた異星人。レバン以上の科学力を持ちニホン号の修理を申し入れてくるが、その条件はふとしと淳子の肉体。当然拒否すると、武力をもって二人を連れ去ってしまう。救出に向かったダブロンと孝一郎・三平に倒された。作中唯一の明確な「敵」である。
- 三島一夫
- 鎌田正芳
- 榎本武士
- 前沢輝幸
- レバン星人の声： 納谷悟郎(1)(6)(9)(14)(20)
- アメリカ大統領の声： 村越伊知郎(7)
- ナレーター： 太田淑子

ゲスト
- 副機長： 滝沢双(1)
- 五郎のガールフレンド・ミチコ： 本多洋子(1)(5)
- 孝一郎の友だち： 大栗清史(5)(19)、蓜島博之(5)(16)(19)、大芝学(5)
- 山田建設の従業員： 佐々木功、小池修一、佐藤まっぷ(9)
- まさみの母： 角谷美佐子(12)
- まさみの父： 酒井郷博(12)
- 三平の友だち： 田中和洋、小沼宏之、津川仁美(14)
- 淳子の友だち： 高沢聖子(16)
- トラック運転手：畠山麦(19)
- 主婦：市川千恵子(19)

## 惑星0番地
- 二つの太陽を持ち地球の砂漠地帯に似た環境で、昼夜の寒暖差が激しい。レバンの宇宙地図には記されていない未知の惑星。後にニホン号探索中に発見され、「二重太陽系第5番惑星」とされていた。
- 当面生活していく目処のたった第4話にて、「惑星0番地」と名づけられた。
- 大気と水は地球と同様。特別な処置なく摂取できる。
- 活発に活動している動植物は少ないが、食性に適した生物も若干存在する（水中フルーツ、砂漠魚、パンの根など）。
- 過去、ある程度の文明をもった種族が存在し、異星人が飛来した形跡（壁画・メッセージプレートなど）もあるが現在はいなくなっている。
- 時折「熱湯雨」が降り注ぐ。生物が生存しにくい最大の理由であり、ニホン号にすら損傷を与えたことからただの「熱湯」ではないとみられる。
- 重力異常をきたしている場所があり、その影響か次元を超えるトンネルなどが存在した。
- 最終回においてタイガー彗星と激突、消滅した。

## 登場メカ
宇宙船ニホン号
レバン製の恒星間宇宙船。長距離船としての高い居住性と、探査船としての装備を併せ持っている。地球からレバン星への航行中トラブルから隕石群に突入、島崎敬太郎のマニュアル操縦により0番地へ不時着する。被弾したメインエンジンと燃料タンクを切り離したため、不時着後は移動できなくなった。以後、居住部分がファミリーの家となる。
カプセル宇宙食の他飲料水の備蓄もあったが、タンクの破損により水問題が最初にして最大の危機となる。また通信機も故障、受信はできるが送信できない。
レバンは基本的に平和主義であるため、大小に関わらず武器の類は一切搭載されていない。
電力の供給に問題はないようで、機械的なエネルギー不足が心配される描写はない。
最終話でタイガー彗星と激突した惑星0番地と運命を共にした。
フジ号
ニホン号搭載の四輪の大型探検車。どんな地形も走破する能力をもち、0番地で生きていく上で欠かせないメカである。オープンキャビンなため砂嵐などの悪天候には弱い。主に敬太郎、大造、五郎の三人が探索などで乗り込むことが多かった。最大で大人五人が乗れる。
コグマ号
ニホン号搭載の作業車。フジ号ほどの性能はないが、伸縮式の4つのパワーアームを装備しており、クレバスなどを乗り越えることができる。操縦自体は簡略化されていて、子供たちがコグマ号で無茶をするのが作中のお約束だった。二人乗り。
ヒバリ号
ニホン号搭載の小型ヘリ。唯一の飛行メカだが五分間しか飛べない。そのため移動より遠くを見渡す目的で使用される。二人乗りだが、大人が乗るのはややつらい。
宇宙船アメリカ号
ニホン号と同じ外見のレバン製恒星間宇宙船。

## スタッフ
- 原作：秋月一彦
- 連載：てれびくん、小学館学習雑誌、テレビマガジン、テレビランド
- 脚本：伊上勝、安藤豊弘、高久進、平山公夫
- プロデューサー：荻野隆史、小泉美明（以上、テレビ朝日）、平山亨(ノンクレジット)、鈴木武幸
- 音楽：菊池俊輔
- 音楽制作：あんだんて
- 撮影：いのくままさお
- 照明：中川勇雄、石垣紘一
- 録音：上出栄二郎
- 美術：森田ふみよし
- 編集：松谷正雄、伊吹勝雄、田中修、成島一城
- 助監督：小笠原猛、加島忠義、服部和史、稲垣信明
- 記録：石川和枝
- 計測：松井由守、小林啓二
- 効果：阿部作二
- 進行：桐山勝、長橋勇、藤田佳紀
- 装置：紀和美建
- 衣裳：鷹志衣裳
- 現像：東映化学
- 企画協力：Y&K
- メカニックデザイン：ひをあきら
- コスチュームデザイン：中島昌則
- (株) 特撮研究所
  - 撮影：高梨昇
  - 照明：日出明義
  - 美術：松原裕志
  - 効果：鈴木昶
  - 合成: 中村英暉
- 特撮監督（ノンクレジット）：矢島信男
- 監督：田中秀夫、広田茂穂
- 制作：テレビ朝日、東映、東映エージエンシー

## 主題歌
- OP：『ここは惑星0番地』（作詞：八手三郎、作曲・編曲：菊池俊輔、歌：水木一郎、コロムビアゆりかご会）

- ED：『ぼくらは冒険ファミリーだ』（作詞：八手三郎、作曲・編曲：菊池俊輔、歌：水木一郎、コロムビアゆりかご会）

## 放送リスト
| 回                                                       | 放送日         | サブタイトル         | 脚本     | 監督     | 視聴率 |
| -------------------------------------------------------- | -------------- | -------------------- | -------- | -------- | ------ |
| 1                                                        | 1977年 9月6日  | 不時着した宇宙船     | 伊上勝   | 田中秀夫 | 3.5%   |
| 2                                                        | 9月13日        | 惑星に水はあるのか   | 伊上勝   | 田中秀夫 | 4.6%   |
| 3                                                        | 9月20日        | 絶望の宇宙砂漠       | 伊上勝   | 広田茂穂 | 3.9%   |
| 4                                                        | 9月27日        | 大発見! 宇宙の卵     | 伊上勝   | 広田茂穂 | 4.1%   |
| 5                                                        | 10月4日        | 宇宙蛇からの脱出     | 伊上勝   | 田中秀夫 | 4.3%   |
| 6                                                        | 10月11日       | 宇宙の沼は謎の沼     | 伊上勝   | 田中秀夫 | 4.7%   |
| 7                                                        | 10月18日       | ふしぎなクモの巣     | 高久進   | 田中秀夫 | 3.9%   |
| 8                                                        | 10月25日       | 心をつなぐ宇宙パン   | 安藤豊弘 | 広田茂穂 | 3.1%   |
| 9                                                        | 11月1日        | まぼろしの救助船     | 伊上勝   | 広田茂穂 | 3.7%   |
| 10                                                       | 11月8日        | 宙に浮んだ淳子       | 平山公夫 | 広田茂穂 | 4.3%   |
| 11                                                       | 11月15日       | 少年狩人大手がら     | 伊上勝   | 田中秀夫 | 4.3%   |
| 12                                                       | 11月22日       | 謎の七色の熱い砂     | 高久進   | 田中秀夫 | 4.8%   |
| 13                                                       | 11月29日       | 涙のどろんこ作戦     | 高久進   | 田中秀夫 | 3.5%   |
| 14                                                       | 12月6日        | チビッ子宇宙戦争     | 伊上勝   | 広田茂穂 | 2.8%   |
| 15                                                       | 12月13日       | 宇宙原始人の襲来!?   | 伊上勝   | 広田茂穂 | 3.7%   |
| 16                                                       | 12月20日       | 恐怖の宇宙キノコ     | 安藤豊弘 | 広田茂穂 | 4.5%   |
| 17                                                       | 12月27日       | 驚異の惑星大異変     | 高久進   | 田中秀夫 | 3.1%   |
| 18                                                       | 1978年 1月10日 | UFOがやって来た      | 伊上勝   | 田中秀夫 | 3.3%   |
| 19                                                       | 1月17日        | タイムトンネルの秘密 | 伊上勝   | 田中秀夫 | 3.4%   |
| 20                                                       | 1月24日        | 惑星最後の日         | 伊上勝   | 広田茂穂 | 1.7%   |
| 平均視聴率：3.76% 視聴率はビデオリサーチ調べ（関東地区） |                |                      |          |          |        |

- 1978年1月3日は、正月特番『新春スーパースペシャルだよ! ドリフターズ～激笑の昭和史～』（19:00 - 21:45）のため休止。

## 放送局
- テレビ朝日（制作局）：火曜 19:00 - 19:30
- 北海道テレビ：火曜 19:00 - 19:30
- 東日本放送：火曜 19:00 - 19:30[8]
- 福島中央テレビ：木曜 17:00 - 17:30[9]
- 新潟放送：水曜 17:00 - 17:30[10]
- 朝日放送：火曜 19:00 - 19:30
- 名古屋テレビ：火曜 19:00 - 19:30
- 瀬戸内海放送：火曜 19:00 - 19:30
- 広島ホームテレビ：火曜 19:00 - 19:30
- 九州朝日放送：火曜 19:00 - 19:30

## 商品展開
タカトクから、Z合金シリーズで、ニホン号、フジ号、コグマ号、ヒバリ号、ダブロンが発売。また、ニホン号は大型の玩具も発売された。
本作品のソフト化に関しては、主題歌とエンディングの映像がビデオソフトの「TVヒーロー主題歌全集3」と、ビデオソフト・LD・DVDの ｢東映TV特撮主題歌大全集2｣ に収録されているのみであり、全20話分の映像ソフト化は長らくされていなかったが、2017年7月12日にDVD-BOX デジタルリマスター版が、発売元・ベストフィールド、販売元・東映・東映ビデオでリリースされた。

## CS放送・ネット配信

### CS放送
- 東映チャンネル：2004年9月 - 11月
  - 「GO!GO!ヒーローズ」枠にて放送。

### ネット配信
- 東映特撮YouTube Official…2024年4月29日 - 7月1日